# Ameletus inopinatus
Espèce
Ameletus inopinatus est une espèce d'insectes appartenant à l'ordre des éphéméroptères.